# 东山街道 (满洲里市)
东山街道，是中华人民共和国内蒙古自治区呼伦贝尔市满洲里市下辖的一个乡镇级行政单位。

## 行政区划
东山街道下辖以下地区：
怡园社区、新世纪社区和东兴社区。